# Gentherm
Gentherm Inc. (ehemals Amerigon) ist ein US-amerikanischer Automobilzulieferer und Medizintechnikhersteller mit Sitz in Northville, Michigan. Zu den Hauptprodukten des Unternehmens gehören Geräte und Baugruppen zur Temperaturbeeinflussung. Hierzu zählen beispielsweise Sitzheizungen, Lenkradheizungen und Systeme zur Batteriekühlung in Elektrofahrzeugen im Bereich der Automobilzulieferung sowie medizinische Geräte zur Temperaturüberwachung bei Patienten und Kühldecken zur Herbeiführung einer therapeutischen Hypothermie. In der Automobilzulieferung waren General Motors und Ford mit einem kombinierten Umsatzanteil von 24 % im Geschäftsjahr 2018 die wichtigsten Kunden Gentherms. Ab dem Jahr 2000 verbaute Ford „Climate Control Seat“-Systeme des Unternehmens in seinem Modell Lincoln Navigator. Diese eingebauten Klimasysteme können die Sitze der Passagiere sowohl erwärmen als auch kühlen.

## Geschichte
Gentherm wurde 1991 unter der Firma Amerigon in Irwindale in Südkalifornien gegründet. Ab dem Jahr 2011 erfolgte die Übernahme des bayerischen Sitzheizungsherstellers W.E.T. Automotive Systems aus Odelzhausen. Nachdem im Juni 2013 der Anteil Gentherms an W.E.T. Automotive Systems auf über 95 % gestiegen war, begann ein Squeeze-out der restlichen Aktionäre. Einzelne Beschwerden gegen das Squeeze-out wurden durch einen Beschluss des Oberlandesgerichts München vom 30. Juli 2018 zurückgewiesen und das Squeeze-out daraufhin abgeschlossen.